# Indián (holub)
Indián je plemeno holuba domácího, prošlechtěné pro extrémně krátký zobák a značně vyvinuté ozobí a obočnice. V minulosti se nazýval též holub berberský. Je to plemeno velice staré, původem z Orientu.
Indián je holub statné postavy a zaoblených tvarů, dospělý pták dosahuje hmotnosti kolem 500 g. Hlava je velká, velice široká a zakulacená. Zobák je značně zkrácený a čím je kratší, tím je holub lépe hodnocen. Je široce nasazený, silný, tupý, světlé barvy a ztrácí se v silně vyvinutém ozobí, na dolním zobáku dále vyrůstají tři bradavičnaté výrůstky. Oči jsou velké, u většiny barevných rázů perlové, obočnice jsou značně rozvinuté, široké a tříkroužkové. Krk je krátký, silný a plynule přechází v širokou a vyklenutou hruď. Tělo má klínovitý tvar, hřbet je krátký, z části je otevřený, nekrytý křídly, linie hřbetu směřuje k zemi. Křídla jsou kratší, jejich letky se nad ocasem nekříží, ocas je úzký a jen o málo delší než křídla. Nohy jsou krátké, široce nasazené, s neopeřenými běháky.
Opeření je krátké a přiléhající. Chová se v různých barevných a kresebných rázech, zbarvení není důležitým exteriérovým znakem. Po stránce vzhledu pták dospívá až ve čtyřech letech, kdy se definitivně rozvine ozobí a obočnice.
Indián se ve světě rozpadá na několik mírně odlišných plemen, německý indián je větší, delšího formátu, anglický indián dorůstá menší velikosti a tělo má kratší, dále existuje indián španělský a polský. V Česku se chovají indiáni němečtí. Chov je náročný na péči, ptáci jsou citliví na čistotu v holubníku, v prašném prostředí jim slzí oči a hrozí jejich záněty. Kvůli extrémně zkrácenému zobáku nemohou dospělí holubi krmit holoubata a k odchovům se používají chůvky jiných, středozobých plemen.

## Galerie

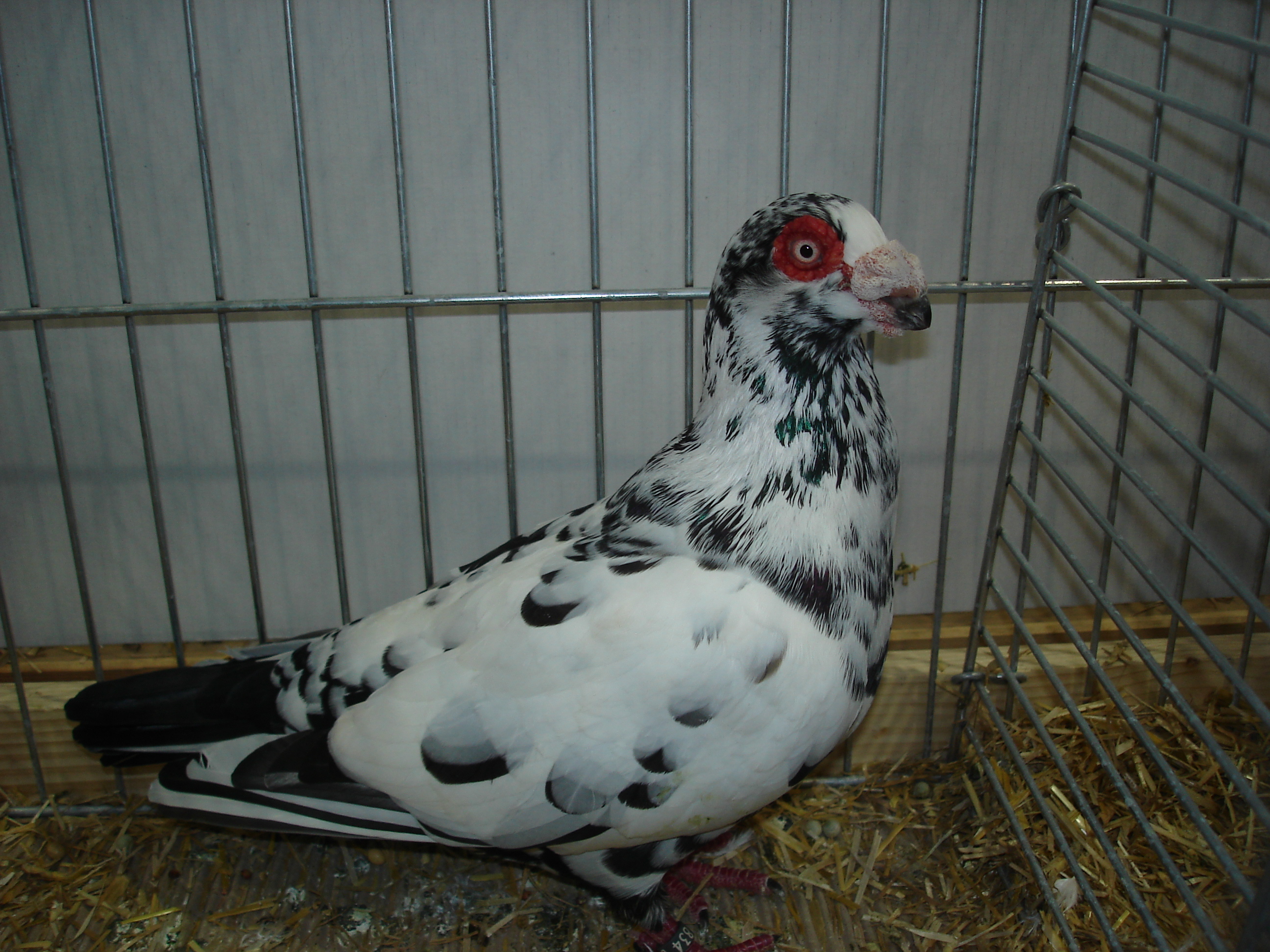
Německý indián straka
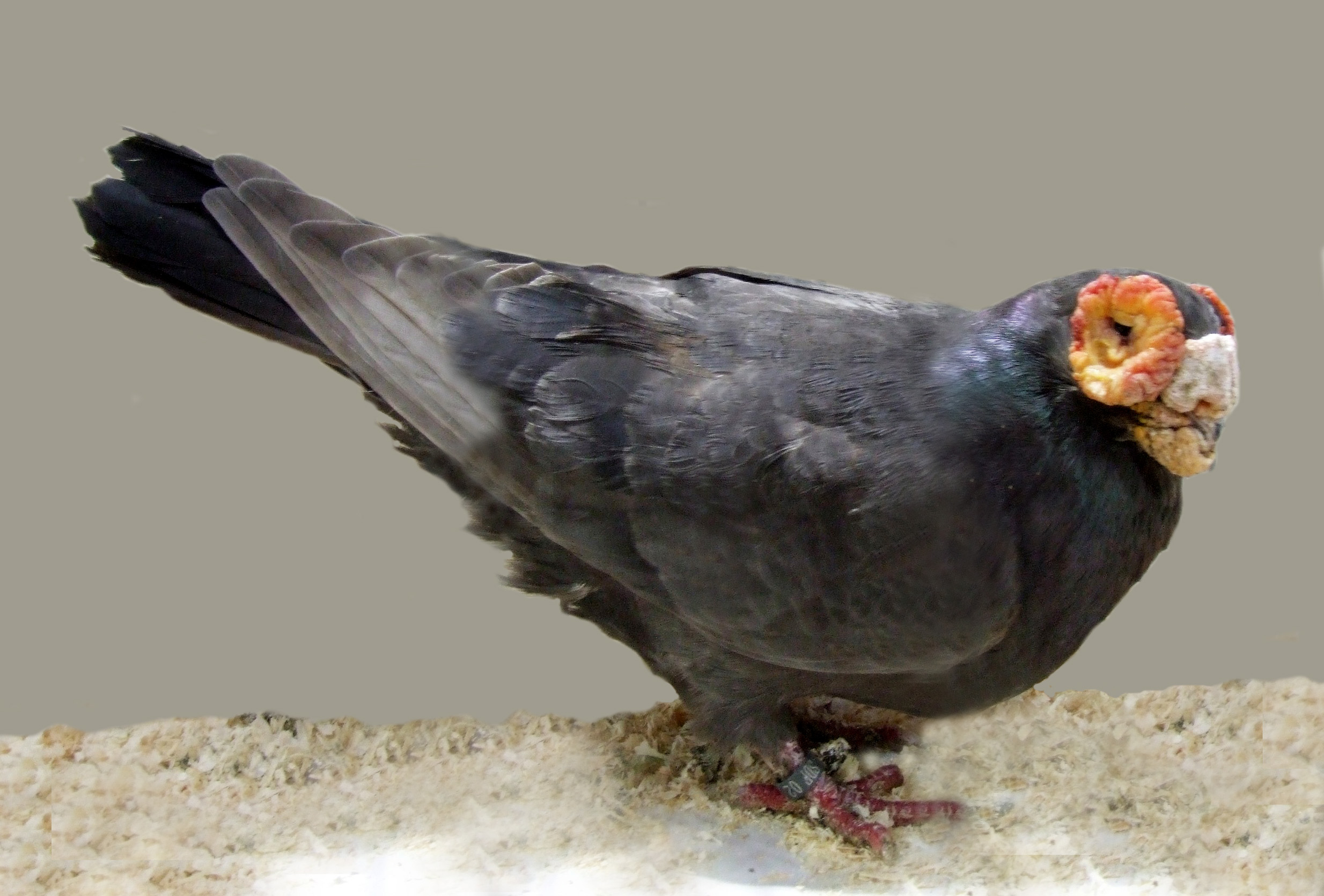
Anglický indián černý